# 퀸스타운 (뉴질랜드)

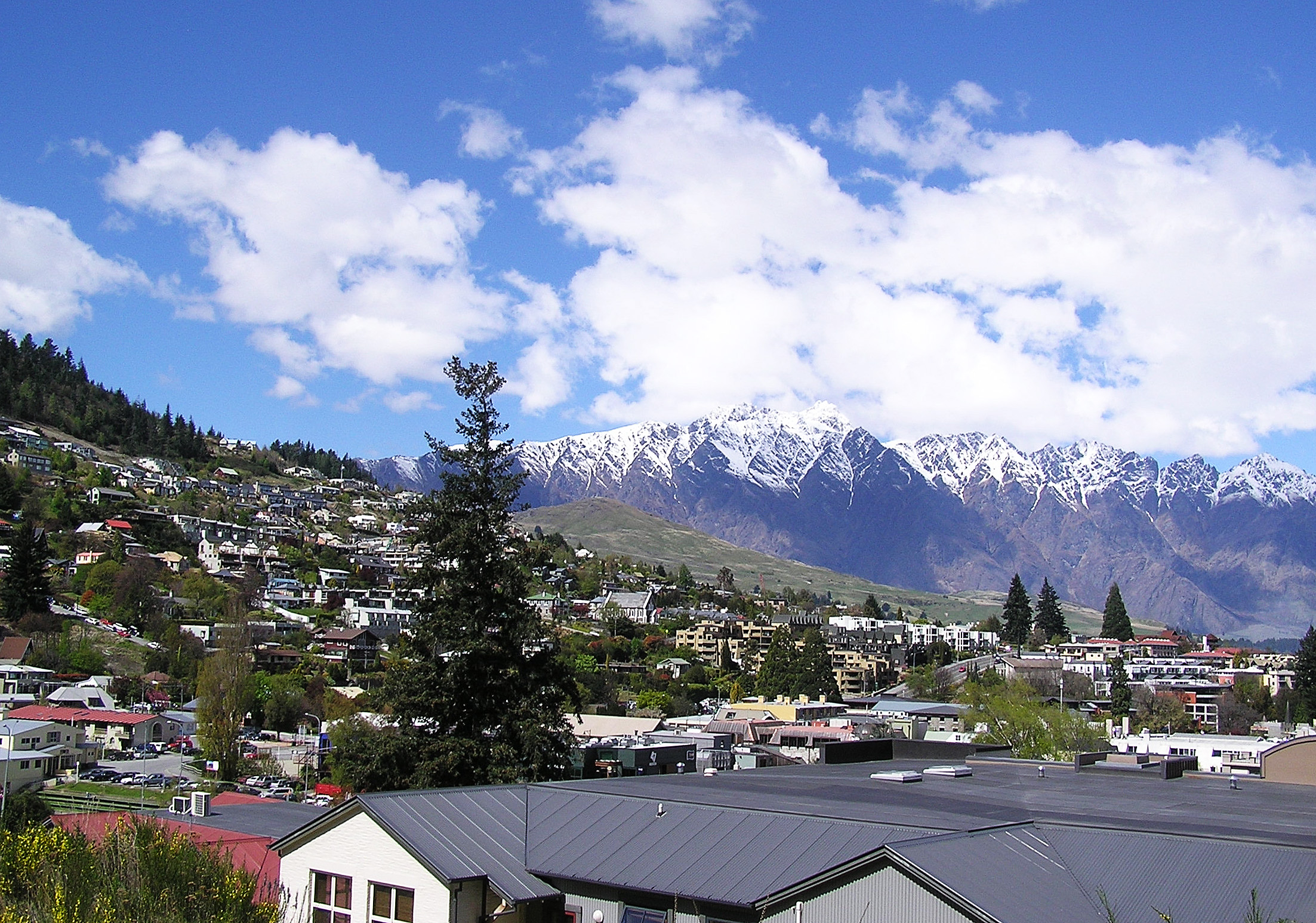
퀸스타운과 리마커블즈 산

퀸스타운(Queenstown)은 뉴질랜드 남섬 오타고 지방의 내륙, 와카티푸 호수 기슭에 위치한 도시이다. 주변의 산들에 둘러싸여 그 아름다움이 "빅토리아 여왕에 어울리는"라고 이름 붙여진 것에서 유래한다. 세계적으로 유명한 관광, 휴양지이다.

## 개요

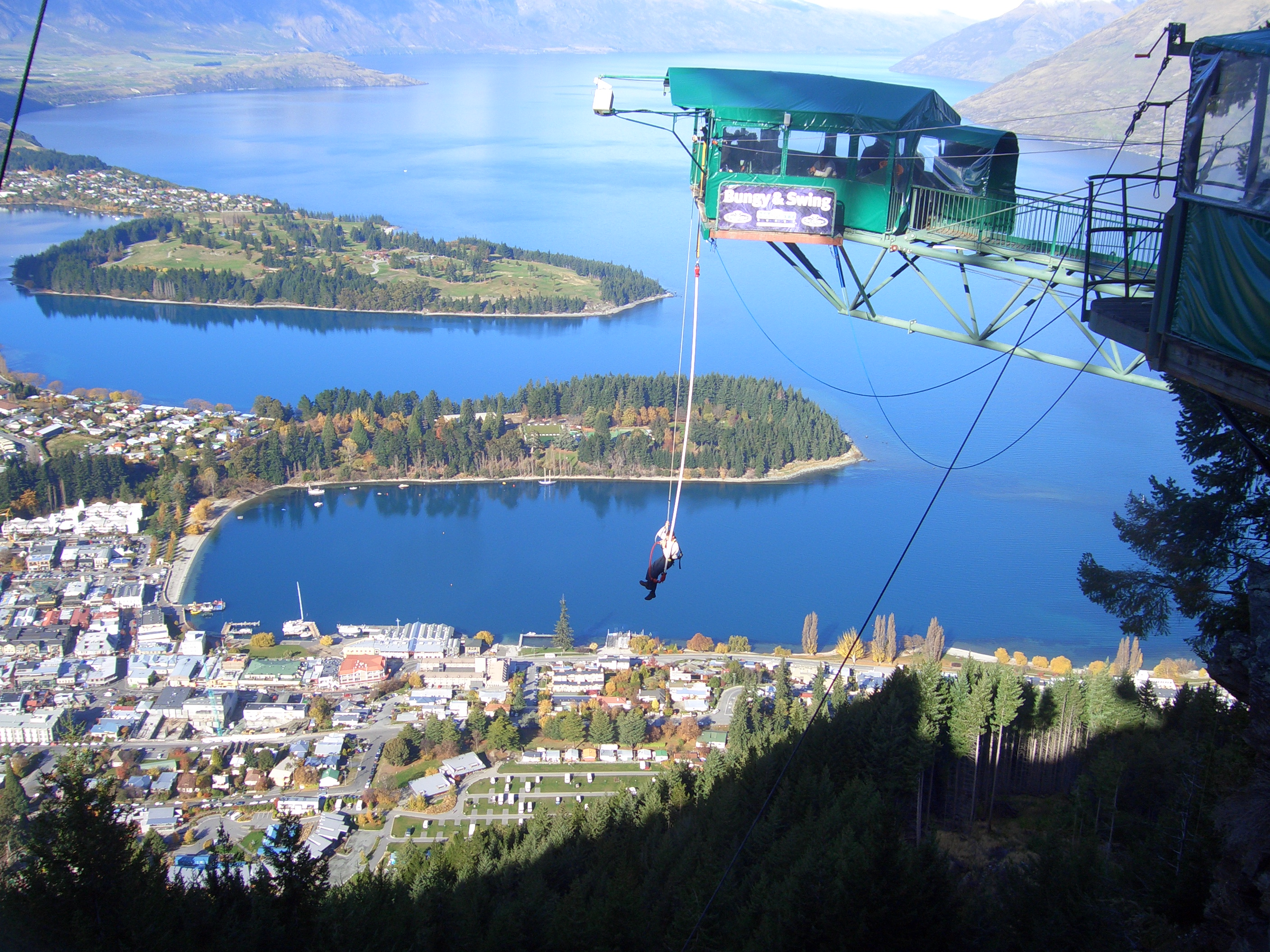
렛지 번지

1862년에 숏오버 강에서 골드가 발견 이후, 도시는 급속히 발전하고 인구도 수천명으로 늘어났다. 그러나 골드가 고갈되면서 인구는 수 백명으로 격감하고 만다. 현재는 고원의 피서지 같은 분위기로 다양한 종류의 활동 거점이 되고 있다. 여름에는 번지점프와 패러글라이딩, 골프, 호수에서 제트보트, 낚시 등을 즐길 수 있으며, 겨울에는 주변 코로넷 피크(Cornet Peak)와 리마커블스 같은 스키장에서 스키, 스노우보드, 증기선의 관광, 카지노에서 도박, 식사 등을 즐길 수 있다. 퀸스타운은 번지점프의 발상지로도 유명하다.
작은 마을이지만, 숙박 시설, 음식점, 선물 가게 등이 갖춰져 있다. 연간 약 130만명의 관광객이 찾아온다. 퀸스타운에서 차로 30분 정도 거리에 있는 애로우타운(Arrowtown)은 골드러쉬 시대에 번성했던 도시이다. 아로우타운에서는 금 발견 당시의 역사적 자료의 전시 등을 볼 수 있다. 단순하고 소박한 아로우타운은 인기있는 관광지이기도 하다.
퀸스타운을 거점으로 세계유산이기도한 테 와히포우나무 - 남서 뉴질랜드, 피오르드랜드 국립공원의 밀포드 사운드로 향하는 관광객도 많다. 퀸스타운에서 밀포드 사운드는 자동차로 4시간 반, 세스나기로 40분 정도 소요된다.

## 기후
퀸스타운은 맑은 날과 눈 덮힌 겨울을 가진 산악 기후를 가지고 있다. 여름은 길고 따듯하며, 30도까지 올라가기도 한다. (2007/2008).
| 퀸스타운의 기후          | 퀸스타운의 기후 | 퀸스타운의 기후 | 퀸스타운의 기후 | 퀸스타운의 기후 | 퀸스타운의 기후 | 퀸스타운의 기후 | 퀸스타운의 기후 | 퀸스타운의 기후 | 퀸스타운의 기후 | 퀸스타운의 기후 | 퀸스타운의 기후 | 퀸스타운의 기후 | 퀸스타운의 기후 |
| 월                       | 1월             | 2월             | 3월             | 4월             | 5월             | 6월             | 7월             | 8월             | 9월             | 10월            | 11월            | 12월            | 연간            |
| ------------------------ | --------------- | --------------- | --------------- | --------------- | --------------- | --------------- | --------------- | --------------- | --------------- | --------------- | --------------- | --------------- | --------------- |
| 일평균 최고 기온 °C (°F) | 22.6 (72.7)     | 22.7 (72.9)     | 19.9 (67.8)     | 16.1 (61.0)     | 11.9 (53.4)     | 8.6 (47.5)      | 8.2 (46.8)      | 10.3 (50.5)     | 13.5 (56.3)     | 16.2 (61.2)     | 18.6 (65.5)     | 20.7 (69.3)     | 15.8 (60.4)     |
| 일평균 최저 기온 °C (°F) | 10.7 (51.3)     | 10.6 (51.1)     | 8.8 (47.8)      | 6.2 (43.2)      | 3.3 (37.9)      | 0.7 (33.3)      | 0.1 (32.2)      | 1.3 (34.3)      | 3.6 (38.5)      | 5.6 (42.1)      | 7.4 (45.3)      | 9.4 (48.9)      | 5.6 (42.1)      |
| 평균 강수량 mm (인치)    | 78 (3.1)        | 58 (2.3)        | 80 (3.1)        | 75 (3.0)        | 89 (3.5)        | 82 (3.2)        | 65 (2.6)        | 73 (2.9)        | 69 (2.7)        | 95 (3.7)        | 72 (2.8)        | 77 (3.0)        | 913 (35.9)      |
| 출처: NIWA Climate Data  |                 |                 |                 |                 |                 |                 |                 |                 |                 |                 |                 |                 |                 |

## 인구
| 연도  | 인구   | ±% p.a. |
| ----- | ------ | ------- |
| 2006  | 10,428 | —       |
| 2013  | 11,334 | +1.20%  |
| 2018  | 13,539 | +3.62%  |
| 출처: |        |         |

## 관광
- 와카티푸 호수
- 밀퍼드 사운드
- 호머 터널
- 피요르드랜드
- 다우트풀 사운드

## 교통

### 항공
- 퀸스타운 공항

에어 뉴질랜드와 콴타스 항공 직항 항공편이 오클랜드와 크라이스트처치에서 퀸스타운 공항을 향해 매일 취항하고 있다. 크라이스트처치를 통해 로토루아 공항으로 향하는 항공 노선을 취항하고 있다. 웰링턴 국제공항까지는 부정기 항공편. 기타, 호주의 시드니에서 크라이스트처치 또는 오클랜드 경유 항공편이 매일 운항하고 있다. 브리즈번, 멜버른 노선은 계절 비행기로 운항된다.

### 버스
장거리 버스로 접근로는 크라이스트처치 더니딘, 와나카, 그레이마우스, 밀포드 사운드 등에서 인터 시티 뉴만즈 사의 장거리 버스가 운행되고 있다. 크라이스트처치, 퀸스타운 사이의 이동 시간은 7시간 반, 더니딘 - 퀸스타운 사이의 이동 시간은 6시간 반 정도이다. 다른 아토믹 셔틀 사 등도 정기편을 운행하고 있다. 이 밖에 와나카 커넥션 사의 와나카에서 정기편도 있다.

## 자매 도시

퀸스타운 공항의 리마커블즈에서 본 퀸스타운의 파노라마

- 대한민국 괴산군
- 일본 마스다시
- 미국 아스펜